# 代田橋駅
代田橋駅（だいたばしえき）は、東京都世田谷区大原二丁目にある、京王電鉄京王線の駅である。世田谷区最北端の駅である。京王東管区所属。駅番号はKO05。

## 歴史
- 1913年（大正02年）4月15日：京王電気軌道（現・京王電鉄）の駅として開設。
- 1944年（昭和19年）5月31日：京王電気軌道が東京急行電鉄（大東急、現・東急電鉄）へ吸収合併。同社京王線の駅となる。
- 1948年（昭和23年）6月1日：東急から京王帝都電鉄が分離、同社の駅となる。
- 2013年（平成25年）2月22日：KO05の駅ナンバリング導入。
- 2014年（平成26年）2月28日：連続立体交差事業着手[1]。

## 駅構造
相対式ホーム2面2線を有する地上駅。傾斜地に立地するため笹塚寄りは高架駅となっている。駅舎は京王八王子寄りの地下にある。両隣の駅からは、いずれも800m程しか離れていない。
現在は相対式ホームであるが、高架化後は島式ホーム1面2線構造となる予定である。
ホームと改札口間・改札口と地上間をそれぞれ連絡するエレベーターが設置されている。トイレは地下改札内にあり、2007年（平成19年）4月にユニバーサルデザインの一環として「だれでもトイレ」も設置された。
当駅へ停車する新宿線直通列車は、平日朝6本・15時台1本・土休日朝3本のみである。この他の時間帯には、笹塚駅で京王新線への乗換が必要となる。
なお、新線幡ヶ谷駅・初台駅・新宿駅へ停車する列車として、この他、初電の早朝2往復、終電間際の深夜2往復の新線新宿駅発着が存在する。

### のりば
| 番線 | 路線   | 方向 | 行先                                         |
| ---- | ------ | ---- | -------------------------------------------- |
| 1    | 京王線 | 下り | 明大前・調布・橋本・京王八王子・高尾山口方面 |
| 2    | 京王線 | 上り | 笹塚・新宿・ 都営新宿線方面                  |

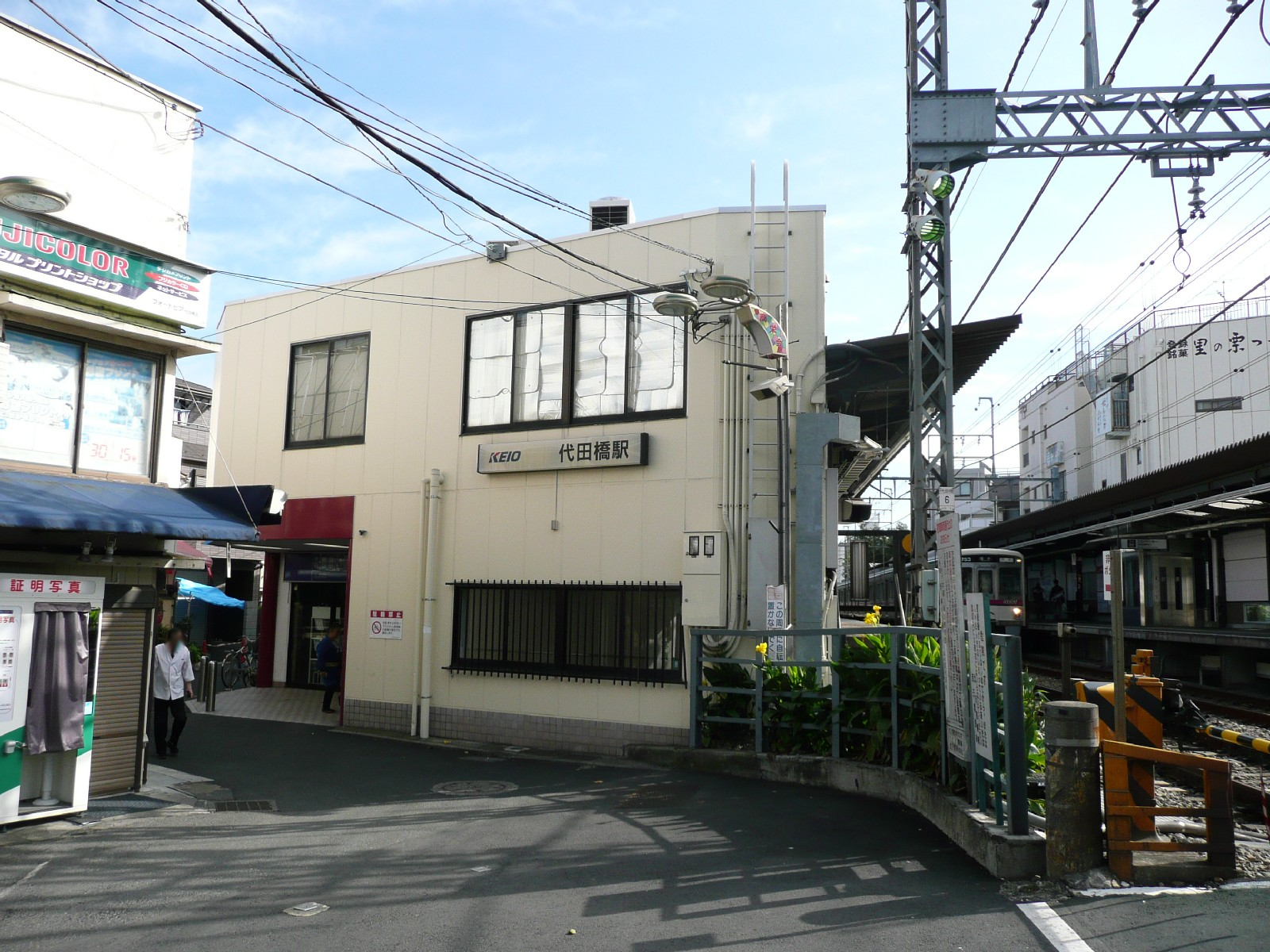
北口（2008年10月）
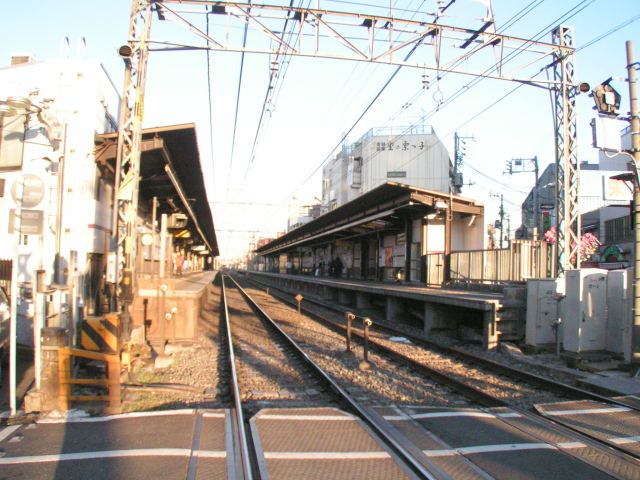
南口側より見たホーム
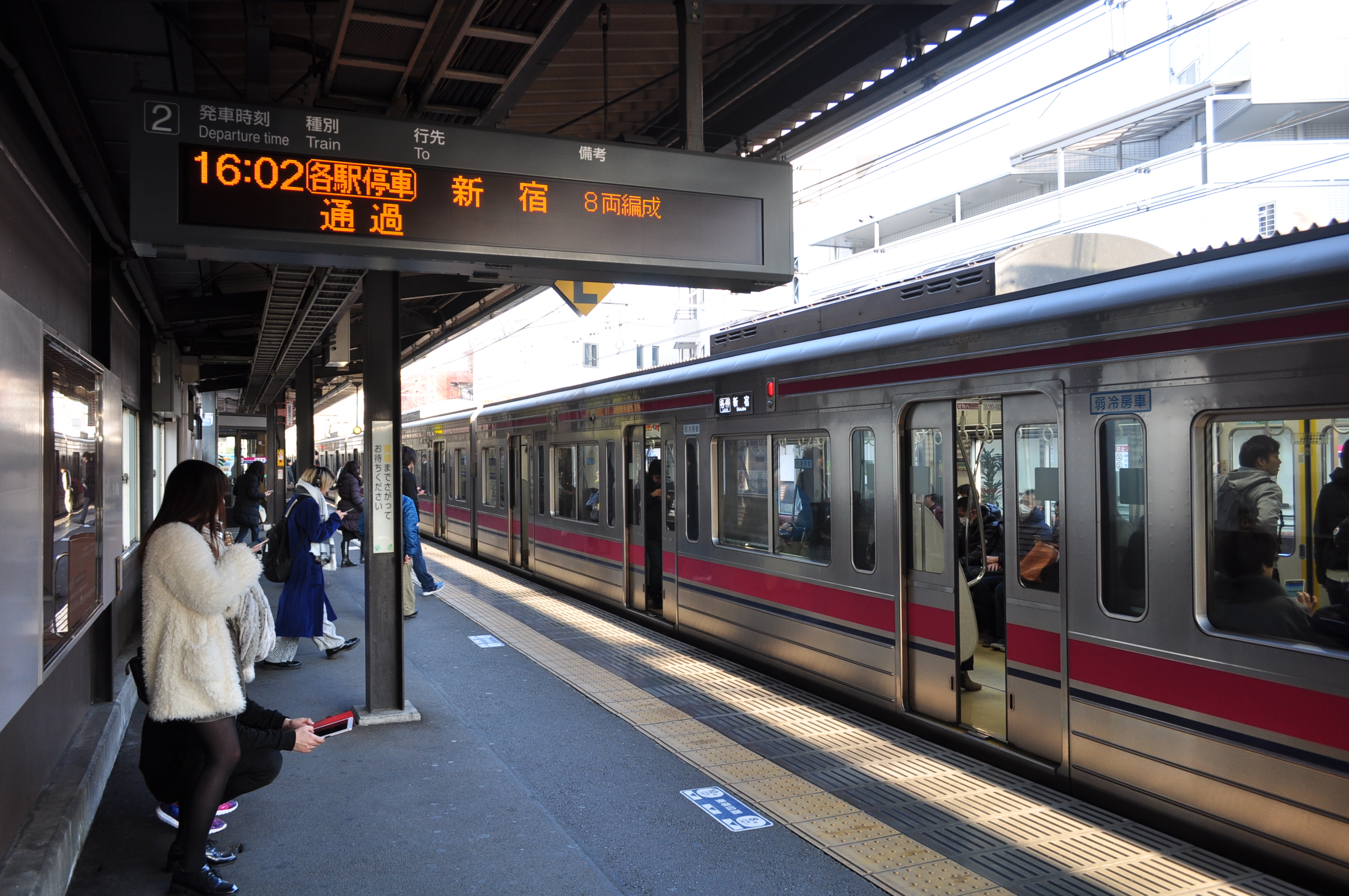
上り線ホーム（2018年2月24日）

## 利用状況
2024年度（令和6年度）の1日平均乗降人員は17,148人である。
近年の1日平均乗降・乗車人員の推移は以下の通り。
| 年度               | 1日平均 乗降人員 | 1日平均 乗車人員 | 出典              |
| ------------------ | ---------------- | ---------------- | ----------------- |
| 1955年（昭和30年） | 24,814           |                  |                   |
| 1956年（昭和31年） |                  | 13,155           | [ 東京都統計 1 ]  |
| 1957年（昭和32年） |                  | 13,615           | [ 東京都統計 2 ]  |
| 1958年（昭和33年） |                  | 14,051           | [ 東京都統計 3 ]  |
| 1959年（昭和34年） |                  | 14,816           | [ 東京都統計 4 ]  |
| 1960年（昭和35年） | 31,787           | 15,764           | [ 東京都統計 5 ]  |
| 1961年（昭和36年） | 32,646           | 16,074           | [ 東京都統計 6 ]  |
| 1962年（昭和37年） | 32,361           | 15,855           | [ 東京都統計 7 ]  |
| 1963年（昭和38年） | 30,959           | 15,239           | [ 東京都統計 8 ]  |
| 1964年（昭和39年） | 31,595           | 15,508           | [ 東京都統計 9 ]  |
| 1965年（昭和40年） | 31,713           | 15,602           | [ 東京都統計 10 ] |
| 1966年（昭和41年） | 30,813           | 15,275           | [ 東京都統計 11 ] |
| 1967年（昭和42年） | 29,275           | 15,557           | [ 東京都統計 12 ] |
| 1968年（昭和43年） | 30,315           | 14,808           | [ 東京都統計 13 ] |
| 1969年（昭和44年） | 30,307           | 14,771           | [ 東京都統計 14 ] |
| 1970年（昭和45年） | 30,109           | 14,625           | [ 東京都統計 15 ] |
| 1971年（昭和46年） |                  | 14,388           | [ 東京都統計 16 ] |
| 1972年（昭和47年） | 30,899           | 14,855           | [ 東京都統計 17 ] |
| 1973年（昭和48年） | 30,857           | 14,693           | [ 東京都統計 18 ] |
| 1974年（昭和49年） | 30,085           | 14,252           | [ 東京都統計 19 ] |
| 1975年（昭和50年） | 28,229           | 13,470           | [ 東京都統計 20 ] |
| 1976年（昭和51年） | 30,855           | 14,304           | [ 東京都統計 21 ] |
| 1977年（昭和52年） | 32,502           | 15,126           | [ 東京都統計 22 ] |
| 1978年（昭和53年） | 33,931           | 15,901           | [ 東京都統計 23 ] |
| 1979年（昭和54年） | 34,095           | 16,557           | [ 東京都統計 24 ] |
| 1980年（昭和55年） | 33,308           | 15,893           | [ 東京都統計 25 ] |
| 1981年（昭和56年） | 33,327           | 16,184           | [ 東京都統計 26 ] |
| 1982年（昭和57年） | 32,604           | 15,847           | [ 東京都統計 27 ] |
| 1983年（昭和58年） | 32,577           | 15,746           | [ 東京都統計 28 ] |
| 1984年（昭和59年） | 26,494           | 12,630           | [ 東京都統計 29 ] |
| 1985年（昭和60年） | 25,014           | 11,879           | [ 東京都統計 30 ] |
| 1986年（昭和61年） | 24,425           | 11,625           | [ 東京都統計 31 ] |
| 1987年（昭和62年） | 23,850           | 11,295           | [ 東京都統計 32 ] |
| 1988年（昭和63年） | 22,666           | 11,013           | [ 東京都統計 33 ] |
| 1989年（平成元年） | 22,944           | 11,195           | [ 東京都統計 34 ] |
| 1990年（平成02年） | 22,733           | 11,063           | [ 東京都統計 35 ] |
| 1991年（平成03年） | 22,945           | 11,126           | [ 東京都統計 36 ] |
| 1992年（平成04年） | 24,361           | 11,403           | [ 東京都統計 37 ] |
| 1993年（平成05年） | 23,115           | 11,263           | [ 東京都統計 38 ] |
| 1994年（平成06年） | 22,111           | 10,723           | [ 東京都統計 39 ] |
| 1995年（平成07年） | 22,086           | 10,708           | [ 東京都統計 40 ] |
| 1996年（平成08年） | 21,744           | 10,532           | [ 東京都統計 41 ] |
| 1997年（平成09年） | 21,614           | 10,438           | [ 東京都統計 42 ] |
| 1998年（平成10年） | 21,818           | 10,515           | [ 東京都統計 43 ] |
| 1999年（平成11年） | 20,790           | 9,945            | [ 東京都統計 44 ] |
| 2000年（平成12年） | 20,819           | 9,937            | [ 東京都統計 45 ] |
| 2001年（平成13年） | 21,167           | 10,121           | [ 東京都統計 46 ] |
| 2002年（平成14年） | 21,245           | 10,118           | [ 東京都統計 47 ] |
| 2003年（平成15年） | 19,475           | 9,175            | [ 東京都統計 48 ] |
| 2004年（平成16年） | 19,851           | 9,414            | [ 東京都統計 49 ] |
| 2005年（平成17年） | 21,098           | 10,249           | [ 東京都統計 50 ] |
| 2006年（平成18年） | 20,745           | 10,148           | [ 東京都統計 51 ] |
| 2007年（平成19年） | 21,068           | 10,410           | [ 東京都統計 52 ] |
| 2008年（平成20年） | 21,479           | 10,677           | [ 東京都統計 53 ] |
| 2009年（平成21年） | 20,950           | 10,419           | [ 東京都統計 54 ] |
| 2010年（平成22年） | 20,378           | 10,148           | [ 東京都統計 55 ] |
| 2011年（平成23年） | 20,245           | 10,057           | [ 東京都統計 56 ] |
| 2012年（平成24年） | 20,438           | 10,178           | [ 東京都統計 57 ] |
| 2013年（平成25年） | 20,773           | 10,359           | [ 東京都統計 58 ] |
| 2014年（平成26年） | 20,138           | 10,060           | [ 東京都統計 59 ] |
| 2015年（平成27年） | 19,974           | 9,988            | [ 東京都統計 60 ] |
| 2016年（平成28年） | 19,955           | 9,992            | [ 東京都統計 61 ] |
| 2017年（平成29年） | 20,123           | 10,071           | [ 東京都統計 62 ] |
| 2018年（平成30年） | 20,300           | 10,205           | [ 東京都統計 63 ] |
| 2019年（令和元年） | 20,131           | 10,090           | [ 東京都統計 64 ] |
| 2020年（令和02年） | 14,865           | 7,490            | [ 東京都統計 65 ] |
| 2021年（令和03年） | 15,523           |                  |                   |
| 2022年（令和04年） | 16,280           |                  |                   |
| 2023年（令和05年） | 16,941           |                  |                   |
| 2024年（令和06年） | 17,148           |                  |                   |

## 駅周辺
駅新宿寄りホーム下には玉川上水が流れている。当駅は世田谷区に所在するが、駅の近くには杉並区、渋谷区との区境がある。

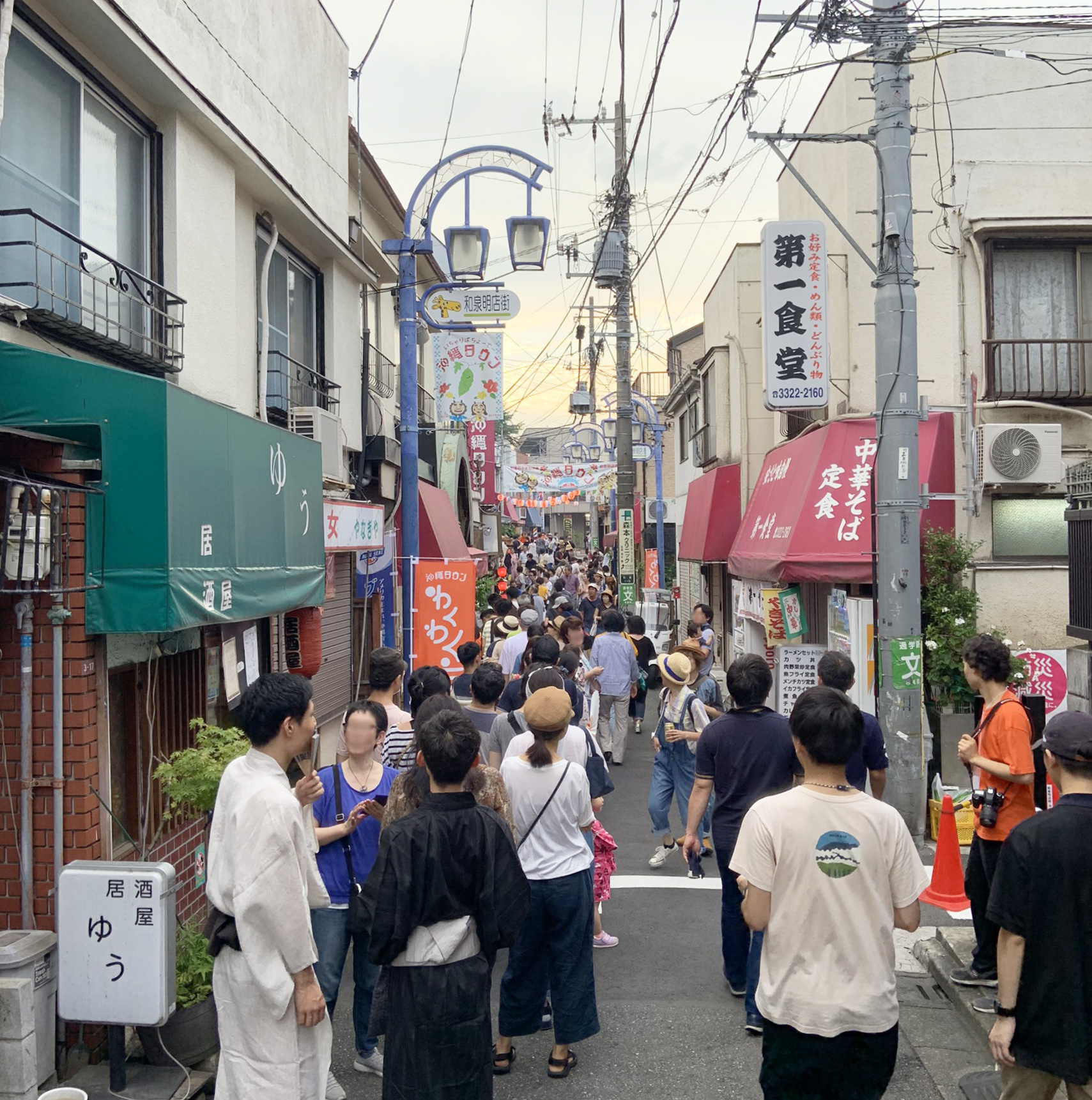
杉並和泉明店街（沖縄タウン）の賑わい

- 京王ストア 代田橋店
- 東京都水道局 和田堀給水所
- 世田谷大原郵便局
- 杉並和泉郵便局
- 大原稲荷神社
- 杉並和泉明店街（沖縄タウン）
- 東放学園専門学校
- 日本大学鶴ヶ丘高等学校
- 専修大学附属高等学校
- 国道20号（甲州街道）
- 首都高速4号新宿線
- 東京都道318号環状七号線（環七通り）

## バス路線
駅近くの国道20号および環七通り上に「代田橋」停留所があり、高円寺陸橋方面の停留所は杉並区に位置する。
都営バス
宿91 新宿駅西口行・杉並車庫前行 / 新代田駅前行
渋66 渋谷駅前行 / 阿佐ヶ谷駅前行・杉並車庫前行
京王バス
渋66 渋谷駅行 / 阿佐ヶ谷駅行・方南八幡通り行
- かつては東急バス（当時は東京急行電鉄自動車部）も宿91系統として乗り入れ、1984年（昭和59年）3月まで都営と共同で大森駅（大森操車所）まで運行されていた。

## 駅名の由来
玉川上水の暗渠化前は、駅北東側100mほどの所で甲州街道が上水を越えており、そこに「代田橋」が架けられていた（現存せず）。橋の名は付近の地名「代田」（代田村）から採られたもので、さらにその由来は「ダイダラボッチ」に繋がるともいわれる。

## 隣の駅
京王電鉄
 京王線
■特急・■急行・■区間急行・■快速
通過
■各駅停車
笹塚駅 (KO04) - 代田橋駅 (KO05) - 明大前駅 (KO06)